# Сражение при Иденсальми
Сражение при Иденсальми (швед. Slaget vid Virta bro) — сражение между русскими и шведскими войсками, которое состоялось 15 (27) октября 1808 года во время русско-шведской войны.

## Ход событий
По прекращении перемирия в октябре 1808 года главнокомандующий русскими войсками граф Буксгевден предписал генерал-лейтенанту Тучкову двинуться из Куопио через Иденсальми по дороге на Улеаборг, и тем облегчить главным силам русской армии под начальством генерал-лейтенанта графа Каменского наступление против главных сил шведов, расположенных близ Химанго, на дороге между Улеаборгом и Гамлекарлебю.
Для выполнения поставленной задачи Тучкову приказано было атаковать четырёхтысячный шведский отряд Сандельса, занимавший сильную позицию у Иденсальми; фронт её был прикрыт проливом между двумя озёрами (Поровеси и Исо-И), обеспечивавшими фланги позиции; дорога к позиции переходила через пролив по единственному мосту у деревни Кольонвирта, подготовленному шведами к уничтожению. Фронт позиции был усилен, сверх того, двумя линиями укреплений, а для своевременного раскрытия наступления русских выдвинуты на эту сторону пролива конные посты.
Силы Тучкова составляли 8 батальонов, 5 эскадронов и 3 сотни казаков (всего около 5000 человек); авангардом его командовал генерал-майор князь Михаил Долгоруков. Горя желанием отличиться, он решил атаковать войска Сандельса, не дождавшись подхода главных сил.
В полдень казаки авангарда, поддержанные двумя ротами егерей, оттеснили за пролив шведские передовые посты, но не успели захватить мост, который шведы испортили. Посланная для его исправления рота сапёров исполнила это под огнём неприятеля, после чего 4-й егерский полк, перебежав мост, штыками взял первую линию укреплений. Долгоруков подкрепил егерей Тенгинским и Навагинскими полками и атаковал вторую линию укреплений.
4-й егерский полк уже ворвался на неприятельские батареи, когда Сандельс, воспользовавшись своим превосходством в силах и расстройством, в которые пришли русские войска во время штыкового боя в окопах, произвёл решительную контратаку и опрокинул русских обратно за пролив. Прибытие Тучкова с Ревельским и Азовским полками и с артиллерией не позволило Сандельсу, в свою очередь, преследовать разбитый авангард русских далее моста.
Канонада с обеих сторон продолжалась до ночи; этим кончился бой, стоивший русским 774 человека убитыми, ранеными и без вести пропавшими; в числе убитых был и князь Долгоруков. Потери шведов составили 316 человек.

## Память
15 августа 1885 года был торжественно открыт памятник в честь сражения. При открытии памятника присутствовал губернатор А. Ярнефельт, который в чине генерал-майора служил в русской императорской армии. Также присутствовал обергофмаршал короля Швеции Оскара II граф Самуэль Август Сандельс, сын фельдмаршала Сандельса. Были исполнены Бьернеборгский марш (Björneborgarnas marsch), а также «Саволакская песня» (Savolaisen laulu) и «Наш край».